# Malus micromalus
Malus micromalus är en rosväxtart som beskrevs av Tomitaro Makino. Malus micromalus ingår i släktet aplar, och familjen rosväxter. Inga underarter finns listade i Catalogue of Life.

## Bildgalleri

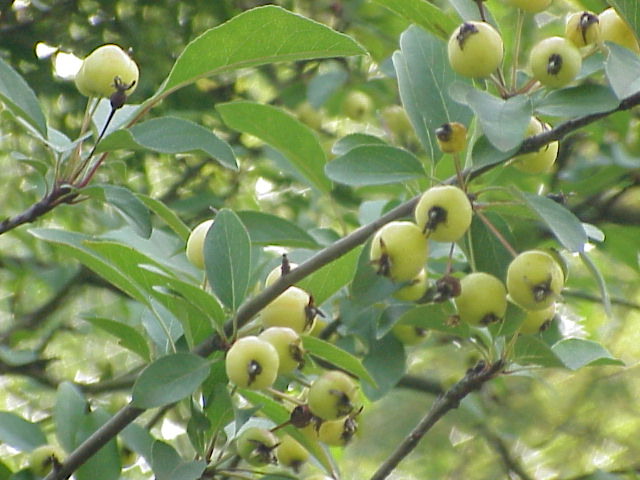